# Distretto di Injil
Il distretto di Injil è un distretto nella provincia di Herat, in Afghanistan. Circonda il distretto di Herat e confina a nord con il distretto di Kushk, a est con il distretto di Karukh, a sud con il distretto di Guzara e a ovest con il distretto di Zinda Jan. Nel 2002 la popolazione era stimata in 232.915 abitanti, prevalentemente di etnia tagika (55%) e Pashtun (40%) con minoranze di Hazara (4%) e turkmeni (1%).
Il centro amministrativo del distretto è Injil. Il fiume Hari scorre nel settore meridionale del distretto, al confine con il distretto di Guzara. Il distretto è prevalentemente pianeggiante e presenta alcuni rilievi di modesta entità. Complice la relativa abbondanza di acqua, i terreni vengono utilizzati ed irrigati e l'agricoltura costituisce la principale fonte di reddito.